# Åke Wredén
Thor Åke Wredén, född 3 juli 1949 i Brännkyrka församling i Stockholm, är en svensk journalist och debattör.
Åke Wredén har en pol mag i statsvetenskap och ekonomi vid Uppsala universitet där han studerade 1968–1972. Han var politisk redaktör på Nerikes Allehanda i Örebro 1986–2001. Han är numera frilansjournalist och medverkar bland annat som liberal skribent och debattör i Eskilstuna-Kuriren och Frisinnad Tidskrift och har även skrivit i en rad andra tidningar och tidskrifter, bland annat återkommande krönikor i den kristna veckotidningen Hemmets vän. Han var 2003-14 ledamot i Presstödsnämnden och har haft kommun- och landstingsuppdrag för Folkpartiet liberalerna.
Åke Wredén är sedan 1973 gift med Kerstin Wredén (ogift Jonsson, född 1951) som varit kyrkoherde i Nässjö församling.